# Naundorf (Saxe)
Pour les articles homonymes, voir Naundorf.

Naundorf  est une commune de Saxe (Allemagne), située dans l'arrondissement de Saxe-du-Nord, dans le district de Leipzig.